# Nuraghenkultur

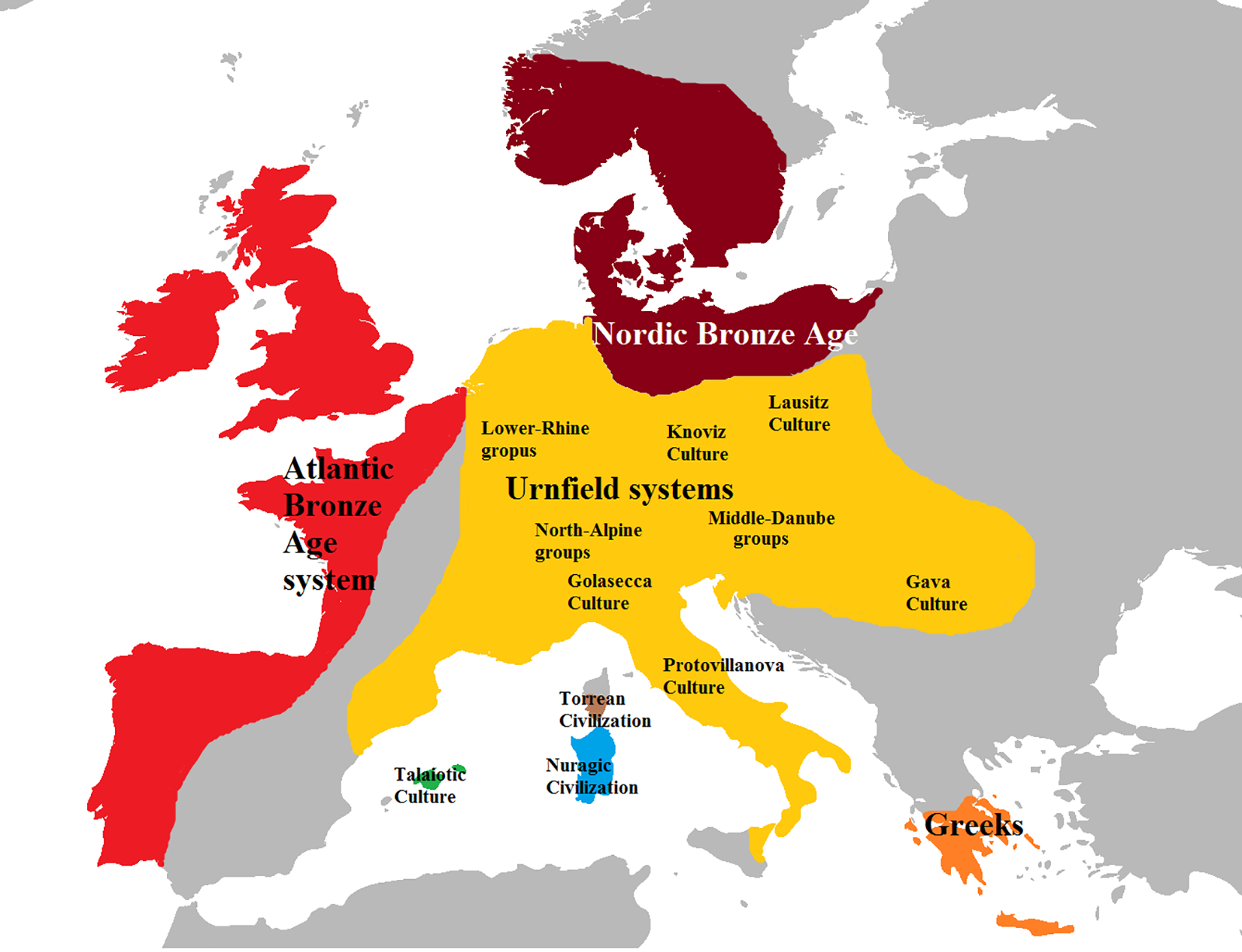
Europa in der Spätbronzezeit

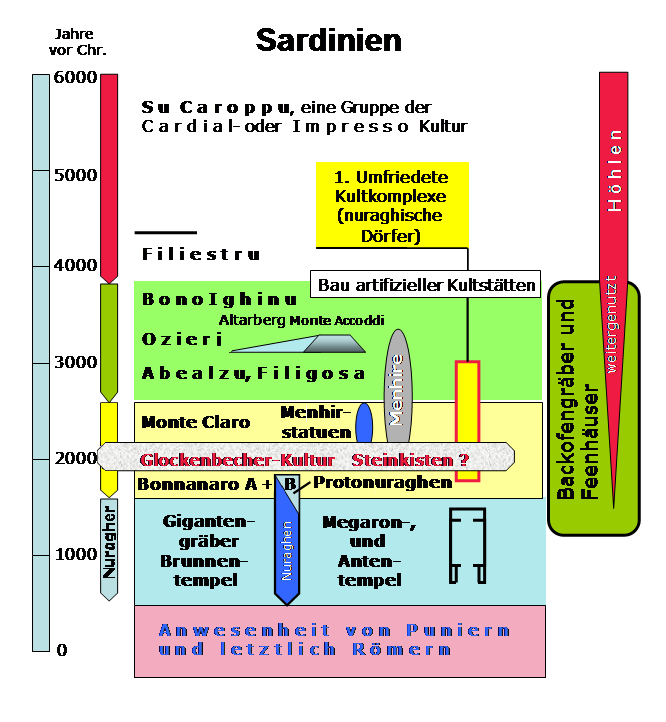
Kulturenabfolge auf Sardinien

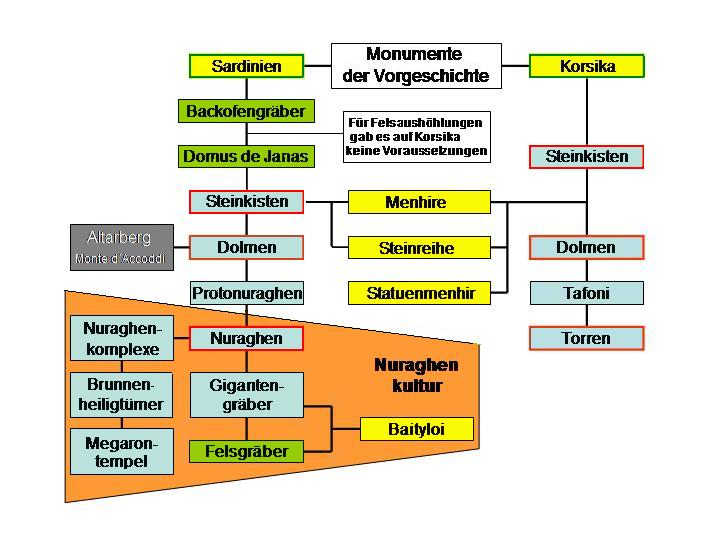
Sardisch-Korsische Typenreihe

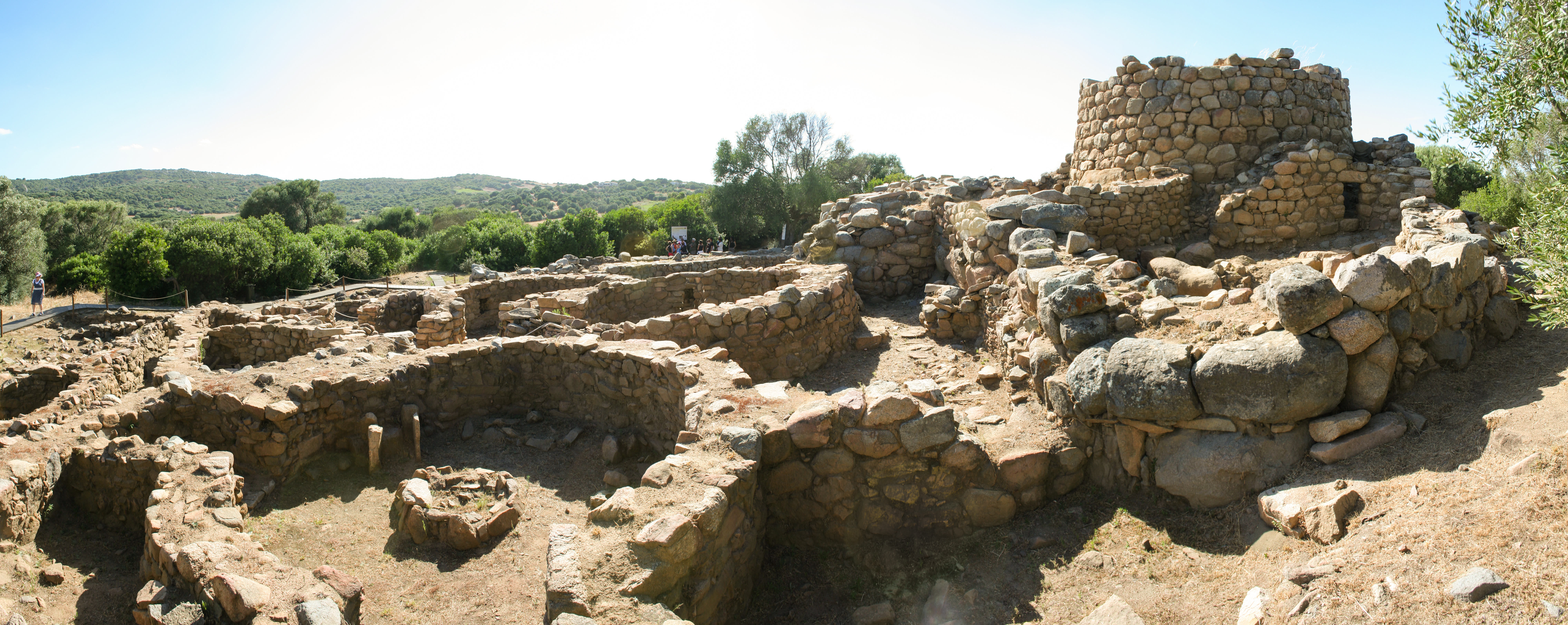
Nuraghe La Prisgiona / Nuragendorf bei Arzachena in der Provinz Sassari in der Gallura auf Sardinien

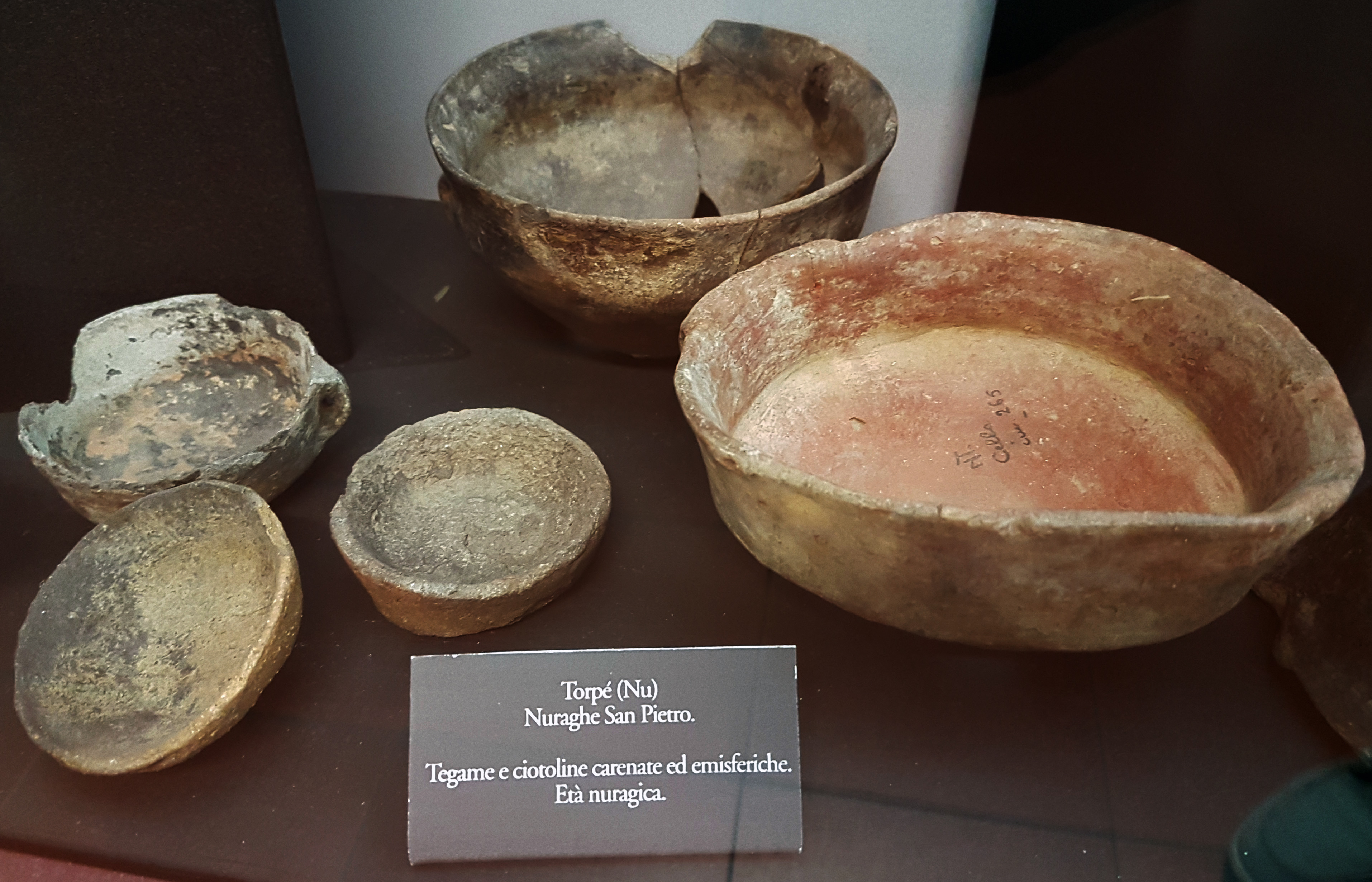
Die Tegame (nuragica) ist ein „Leitfossil“ der Kultur

Die Nuraghenkultur auf Sardinien entwickelte sich etwa um 1600 v. Chr. während der Bronzezeit aus der Bonnanaro-Kultur. Sie wurde nach den typischen Türmen, den Nuraghen, benannt.

## Geschichte
Die Nuraghenkultur wird von Paolo Melis in fünf Haupt- und insgesamt neun Unterphasen eingeteilt:
- 1a Sa Turricula oder Bonnanaro III oder B
- 1b San Cosimo oder ceramica metopale
- 2 Ceramica pettine / grigia
- 3 Prä-geometrisch
- 4a Geometrisch
- 4b Orientalisierend
- 4c Archaisch
- 5a Punisch
- 5b Römisch

Sardinien pflegte ab dem 14. Jahrhundert v. Chr. Beziehungen zum östlichen Mittelmeerraum, wie Funde meist ägäischer Herkunft vor allem im Südosten der Insel zeigen. Zu den frühesten Importfunden zählt das Fragment eines Elfenbeinkopfes einer Kriegerstatuette. Auch mykenische Keramik erreicht Sardinien um diese Zeit. Die frühesten Stücke datieren in die Mitte bzw. ins dritte Viertel des 14. Jahrhunderts v. Chr. (Periode SH IIIA2). Während des 13. Jahrhunderts v. Chr. intensivierten sich die Kontakte, speziell zur mykenischen Kultur und zu Zypern. Sie setzten sich auch im 12. Jahrhundert v. Chr. fort. Neben originaler mykenischer Keramik fanden sich auch viele lokal hergestellte Gefäßfragmente in mykenisierendem Stil. Kupfer war auf Sardinien begehrt. Beachtlich ist die relativ große Zahl auf Sardinien entdeckter Ochsenhautbarren, die zu jener Zeit die typische Handelsform für Kupfer im Mittelmeerraum waren. Ochsenhautbarren wurden zumeist auf Zypern produziert. Ungeklärt ist, weshalb sie auf Sardinien eingeführt wurden, da Sardinien ausreichend Kupfervorkommen besaß. Eine Spurenelementanalyse und massenspektrometrische Untersuchung von spätbronzezeitlichen Kupfer- und Bronzefunden aus Sardinien sowie von Kupfererzen erbrachten das Ergebnis, dass sämtliche sardischen Ochsenhautbarren aus Zypern stammen, während die respektablen Kupfer- und Bronzegegenstände der Nuraghenkultur aus einheimischem Kupfer gefertigt sind. Womit die nuraghische Bevölkerung im Gegenzug Handel mit Griechenland und Zypern trieben, ist noch ungeklärt. Im südfranzösischen Sète wurde ein Kupferbarren vermutlich aus der Zeit um 1100 v. Chr. entdeckt, der wahrscheinlich in Sardinien aus sardischem Kupfer hergestellt wurde und zyprische Ochsenhautbarren imitiert.

## Fremdeinfluss
Als die mykenische Kultur etwa 1050 v. Chr. endgültig unterging, gewannen die Phönizier die Seeherrschaft im Mittelmeer. Sie errichteten ab dem 9. Jahrhundert (vermutlich mit Einverständnis der einheimischen Bevölkerung) Niederlassungen, begannen aber 550 v. Chr. die Insel zu kolonialisieren. Die in Bedrängnis geratenden Nuragher griffen die Nachfolger der Phönizier, die Punier, 509 v. Chr. an und waren gelegentlich auch siegreich. Letztlich erfolgte aber eine großräumige Besetzung durch die Karthager (von den Römern Punier genannt). Zwischen 500 und 238 v. Chr. brachten sie die für sie interessanten Teile, mehrheitlich auf der Westhälfte der Insel gelegen, unter ihre Herrschaft und errichteten mehrere Orte (Bosa, Bithia (Chia), Cagliari, Cornus, Nora, Olbia, Sulki (heute Sant’Antioco) und Tharros). Das führte zu ethnischen und kulturellen Verschmelzungen. Die Nuraghenkultur, die einmalige Bronzefiguren schuf, ging dabei unter.
Die Bautechniken der zeitgleichen Torre-Kultur auf Korsika, der Sesioten auf Pantelleria sowie der Talayot-Kultur auf den Balearen sind vergleichbar mit denen der Nuragher.

## Bauwerke
Neben den Nuraghen wurden auch Gigantengräber (Madau, Muraguada) gebaut und prägten die Spätform der sardischen Felsgräber (Mesu ’e Montes, Molafa, Su Carralzu, Sos Furrighesos). Zwischen 1200 und 900 v. Chr. entstanden Nuraghen-Komplexe wie die Nuraghe Santu Antine, Su Nuraxi bei Barumini und Sa Domu ’e s’Orcu. Brunnenheiligtümer (Sa Testa, Santa Cristina, Santa Vittoria, Su Tempiesu etc.) entstanden. Auch in der Eisenzeit (1000 bis 700 v. Chr.) wurden Nuraghen genutzt. In der Spätphase (900–500 v. Chr.) entstanden besonders in der Provinz Nuoro Nuraghensiedlungen (Serra Orrios und Tiscali).